# TODAY (versión de Angela Aki)
«Today» es la tercera canción del sencillo 心の戦士 - Kokoro no Senshi de la cantante Angela Aki, es una versión de la canción del mismo nombre de Smashing Pumpkins, con la letra reescrita al japonés por Angela. La letra de la versión de Angela no se corresponde con la original de los Smashing Pumpkins.
Por el momento sólo ha aparecido aquí en la discografía de Angela, aunque su segundo álbum se llama como esta canción, e incluye una canción con el mismo nombre, la cual no tiene nada que ver con esta, es una canción totalmente nueva y original de Angela.

## Información
Artista
Angela Aki
Canción
TODAY
Letra
Angela Aki/William Patrick Corgan
Música
William Patrick Corgan
Otra información
Arreglos: Angela Aki,  Matsuoka Motoki
Piano: Angela Aki